# Primera División de la L.P.F.A. 1932
El torneo de primera división del año 1932 organizado por la entonces La Paz Football Association (LPFA) se llevó a cabo en junio y julio de ese año, con dos circunstancias muy marcadas. La primera fue el ascenso de 5 equipos a la primera división usando un campeonato relámpago que se realizó entre marzo y abril de ese año, y la segunda y más importante fue la suspensión del campeonato en julio (a solo cuatro fechas de iniciado) debido al inicio de hostilidades en la contienda boliviano-paraguaya. Dado que el conflicto se extendió por tres años, la directiva de la asociación decidió terminar el campeonato y no reiniciarlo al finalizar la contienda. Se nombró como campeón al club Bolívar por la cantidad de partidos y victorias conseguidas ese año, siendo de esta manera  considerado su primer campeonato en la era amateur del fútbol paceño.

## Formato
En febrero de 1932 se decidió cambiar los estatutos y reglamentos de la La Paz Football Association para que más clubes puedan jugar la Primera División. Sin embargo ante soluciones poco creativas y nada prácticas (se discutía incluso la incorporación solo por solicitud) que demostraba el carácter amateur de este periodo, es que recién al inicio de marzo se da un nuevo estatuto y se convoca a la realización de un  campeonato relámpago para atender la solicitud de todos los clubes que pedían jugar en primera división (recordar que el único club que ganó el derecho a ascender el año 1931 fue Northern), es así que por intermedio de ese campeonato relámpago ascenderían hasta 5 equipos con lo que se llegaría a conformar 11 equipos en al primera división. Del campeonato relámpago participaron 20 equipos por lo que se extendió hasta mayo de ese año, los equipos ascendidos fueron Independiente, Said Yarur, Ayacucho, Atlético Sopocachi y Atlético Alianza. Si bien se programó el inicio del campeonato para el 26 de mayo se suspendió este por diferentes motivos (partidos amistosos interciudades) hasta el 12 de junio. Se jugarían en dos series (la serie A con seis equipos y la serie B con cinco) cada equipo en sus respectivas series jugarían un solo partido con equipos de la misma serie, pero solo uno, siendo que el equipo que más puntos consiga sería el ganador de la serie respectiva, jugándose después una final entre los ganadores de ambas series, lo que permitiría definir al campeón y subcampeón de ese año. 
El torneo se inició con el partido Northen - Nimbles Railway, pero el 17 de julio, luego de suspenderse la fecha de turno por realizarse partidos interciudades de manera amistosa en honor a la efemérides paceña, se difundió la noticia de que se habían iniciado las hostilidades en el Chaco, por lo que la fecha programada para el 24 se suspendió hasta nuevo aviso. Como el conflicto en el Chaco se agudizaba y no tenía intención de solución, el consejo directivo de la La Paz Football Association decidió, ya en 1933, que se suspendía el torneo definitivamente.

## Equipos y estadio
Participaron los siguientes equipos: 

#### Serie A
Bolívar, Independiente, Northern F.C., Atlético Alianza, Nimbles Railway y Nimbles Sports. 

#### Serie B
The Strongest, Huracán, Atlético Sopocachi, Ayacucho y Said Yaurur. 
Recuérdese también que todos los partidos se jugaron en el Estadio La Paz. 

## Desarrollo del campeonato, partidos y resultados
Es anecdótico que solo se llevó adelante cuatro fechas del campeonato oficial:
Fecha 1: 
| 12 de junio de 1932, 15:30 (UTC-4) | Nimbles Railway | 3:0' | Northern | Estadio La Paz, La Paz |  |

Fecha 2: 
| 19 de junio de 1932, 15:30 (UTC-4) | Said Yarur | 2:2' | Deportivo Ayacucho | Estadio La Paz, La Paz |  |

Fecha 3: 
| 10 de julio de 1932, 15:30 (UTC-4) | Huracán | 2:2' | Atlético Sopocachi | Estadio La Paz, La Paz |  |

Fecha 4: 
| 10 de julio de 1932, 15:30 (UTC-4) | Bolívar | 7:2' | Atlético Alianza | Estadio La Paz, La Paz |  |

## Campeón y subcampeón
Recuérdese el estado amateur de la Liga Paceña y estado de ánimo general de la población por la guerra del Chaco, esto permitió tomar decisiones un tanto sui generis al otorgar los premios del campeonato, pues se tomó en cuenta incluso los partidos amistosos y de juegos interciudades que se jugaron previamente. La decisión no fue revisada ni discutida dado que no existía la intención de hacerlo, pues casi todos los jugadores de las diferentes escuadras fueron enlistados en el ejército, combatieron y murieron en la guerra. Sin embargo, se respetó el hecho de que el Club Bolívar tenía más puntos y la mejor diferencia de goles en las cuatro fechas jugadas, seguido por The Strongest. Esto sumado a que se consideró los partidos amistosos previos jugados por ambos, dio como resultado que se llegue a la decisión de otorgar al Bolívar el campeonato de la Primera División de la La Paz Football Association de 1932, obteniendo de esta manera su 1° título en esta división y primero también en la era Amateur del fútbol paceño.
|                                                    |
| Primera División de la LPFA 1932 Bolívar 1º Título |